# Torsten Palm
Torsten Palm (n. 23 iulie 1947, Kristinehamn, Comitatul Värmland, Suedia) este un fost pilot de Formula 1. De-a lungul carierei a luat startul în 1 cursă, niciuna din pole-position. Nu a câștigat nicio cursă și nu a terminat niciodată pe podium, acumulând 0 puncte în întreaga activitate ca pilot de Formula 1.